# デイヴィス・フィニー
デイヴィス・フィニー（Davis Phinney、1959年7月10日 - ）は、アメリカ合衆国、ボルダー出身の元自転車競技（ロードレース）選手。

## 来歴
夫人はロサンゼルスオリンピック・個人ロードレース初代優勝者のコニー・カーペンター。自転車選手のテイラー・フィニーは実子。
1984年
- ロサンゼルスオリンピック
  - チームタイムトライアル(TTT) 3位
  - 個人ロードレース 5位

1985年、7イレヴンに移籍。
1986年
- ツール・ド・フランス 区間1勝(第3)
- ロッキー・マウンテン・クラシック 総合優勝
- ユナイテッド・テキサス・ツアー 総合優勝
- ヴァルカン・ツアー 総合優勝

1987年
- ツール・ド・フランス 区間1勝(第12)

1988年
- クアーズ・クラシック 総合優勝(同レース最後の総合優勝者)
- ツール・ド・ロマンディ 区間1勝(第5)

1991年
- アメリカ合衆国選手権・個人ロードレース 優勝
- フィッツバーグ・ロングショ・クラシック 総合優勝

1993年
- フィッツバーグ・ロングショ・クラシック 総合優勝

引退後、40歳のときにパーキンソン病に罹ったことを契機に、2004年、『デイヴィス・フィニー財団』を設立した。